# World Series Most Valuable Player Award

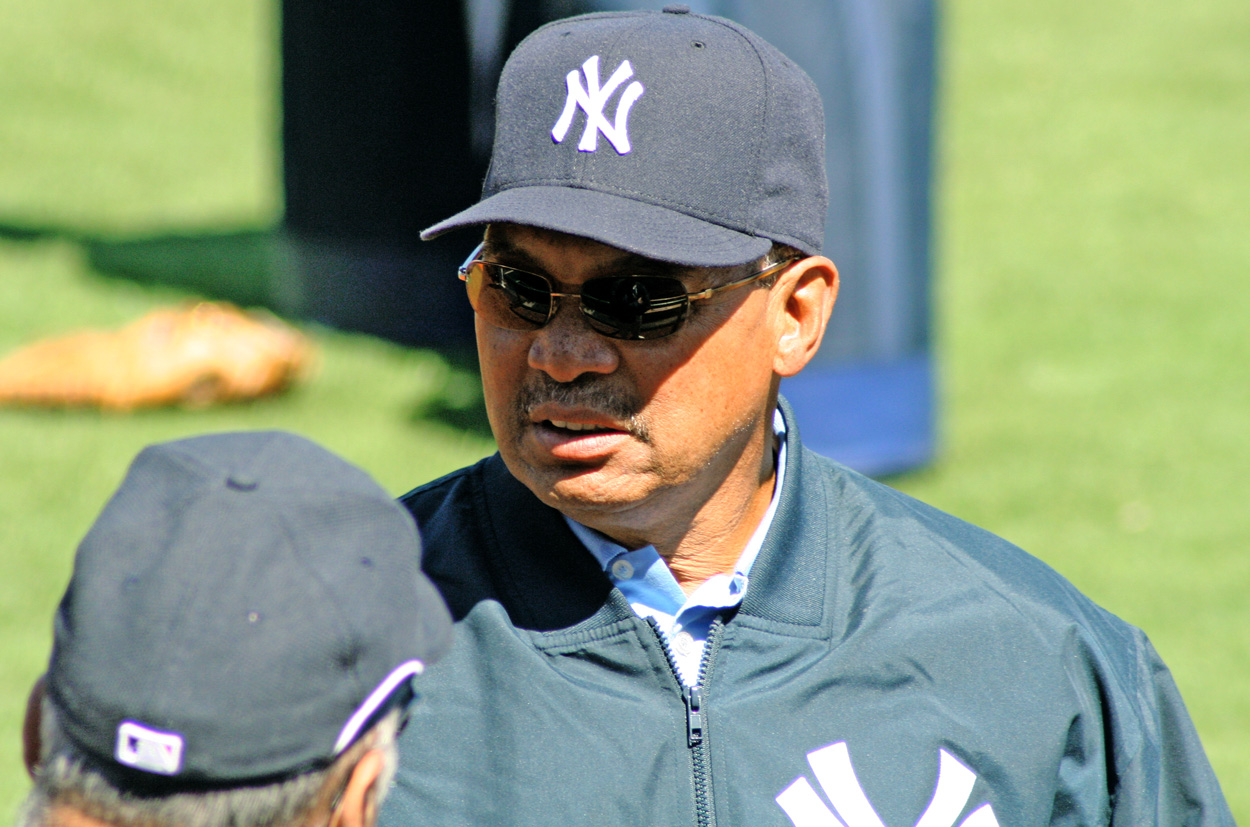
Członek Galerii Sław Baseballu Reggie Jackson nagrodzony dwukrotnie w 1973 i 1977. Jackson zdobył pięć home runów w World Series 1977 roku, po czym otrzymał przydomek "Mr. October"

World Series Most Valuable Player Award – nagroda nadawana corocznie w Major League Baseball najlepszemu zawodnikowi World Series. Po raz pierwszy przyznana w 1955 roku przez magazyn SPORT. Po zamknięciu czasopisma w 2000 najbardziej wartościowy zawodnik wybierany jest przez media, członków zarządu Major League Baseball oraz głosowanie kibiców
.
World Series rozgrywane są w formacie best-of-seven (do czterech zwycięstw) i poprzedzone są Divisionial Series oraz League Championship Series, w których ostatecznie mierzą się zwycięzca National League Championship Series oraz American League Championship Series. Ostatnim zwycięzcą World Series jest zespół San Francisco Giants, a nagrodę MVP otrzymał Madison Bumgarner.

## Zwycięzcy
| Rok    | Zawodnik             | Klub                  | Pozycja                          | Wybrane statystyki | Źródło        |
| ------ | -------------------- | --------------------- | -------------------------------- | --- | ------------- |

Don Larsen z New York Yankess nagrodzony w 1956 jako jedyny w historii rozegrał perfect game w World Series

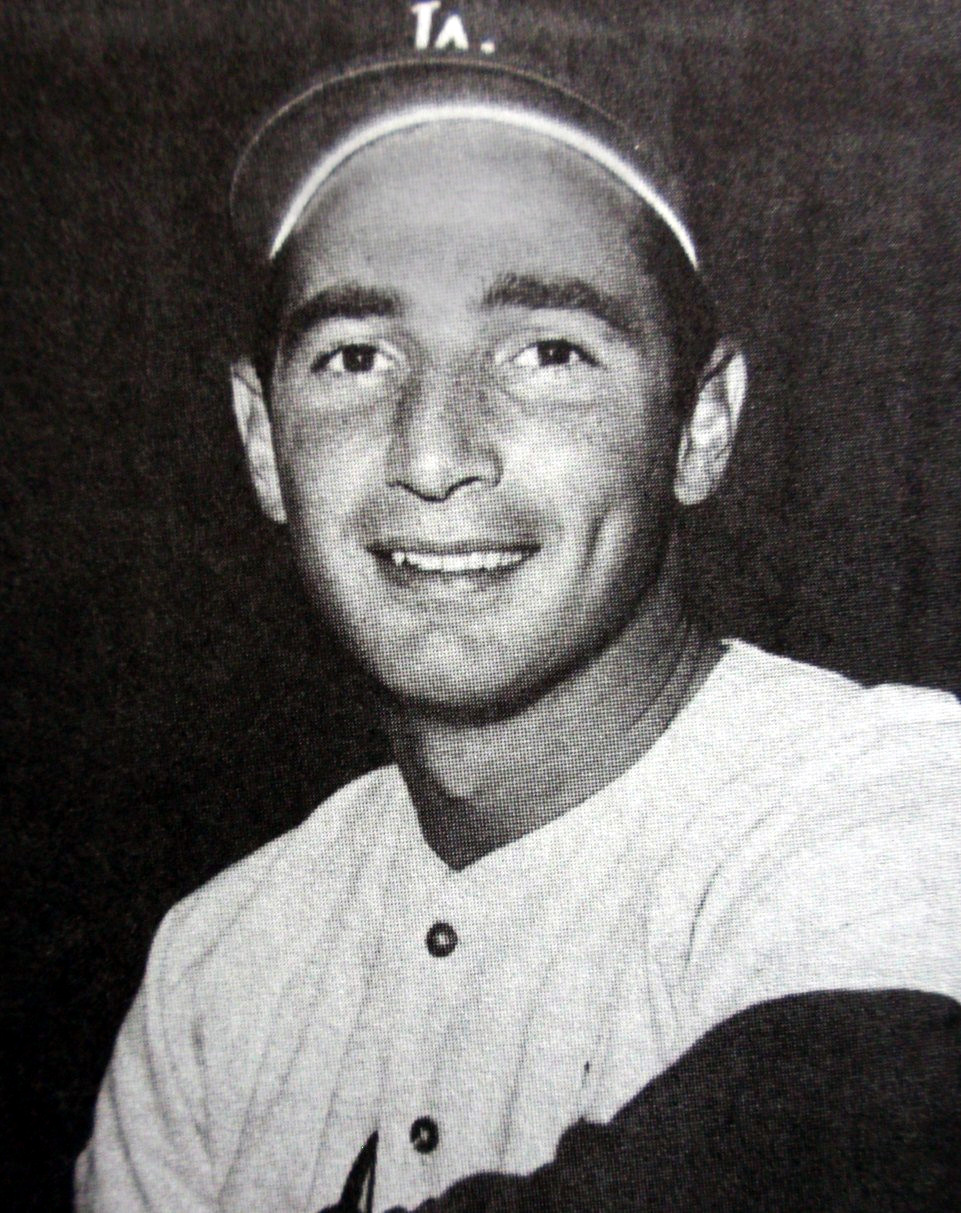
Członek Galerii Sław Sandy Koufax otrzymał nagrodę MVP dwukrotnie

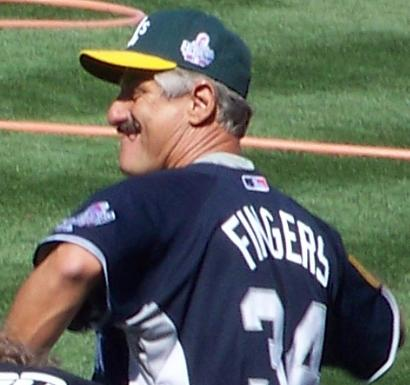
Członek Baseball Hall of Fame Rollie Fingers został MVP w 1974 jako zawodnik Oakland Athletics

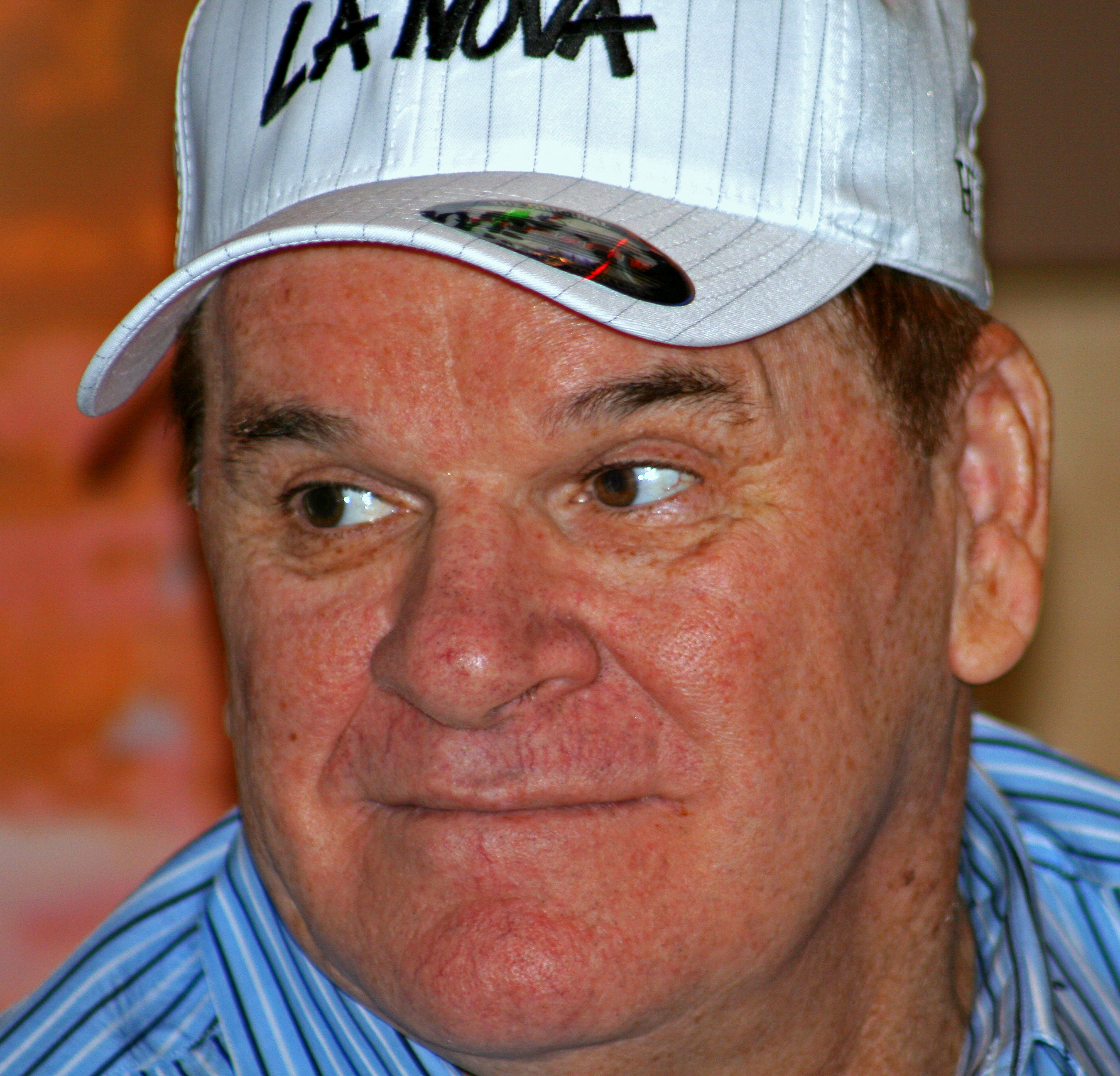
Pete Rose z Cincinnati Reds – MVP z World Series 1975

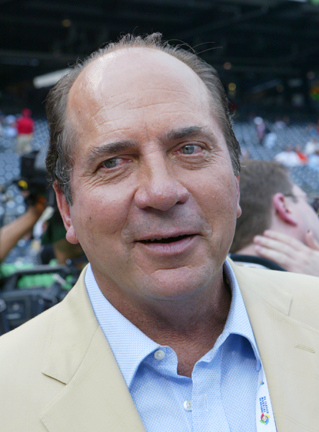
Członek Galerii Sław Johnny Bench nagrodzony w 1976 jako drugi łapacz w historii

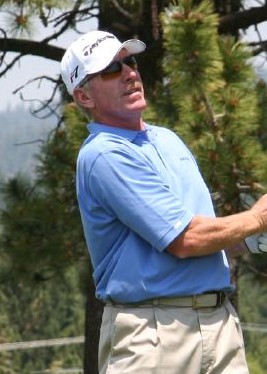
Członek Galerii Sław Mike Schmidt z Philadelphia Phillies nagrodzony w 1980

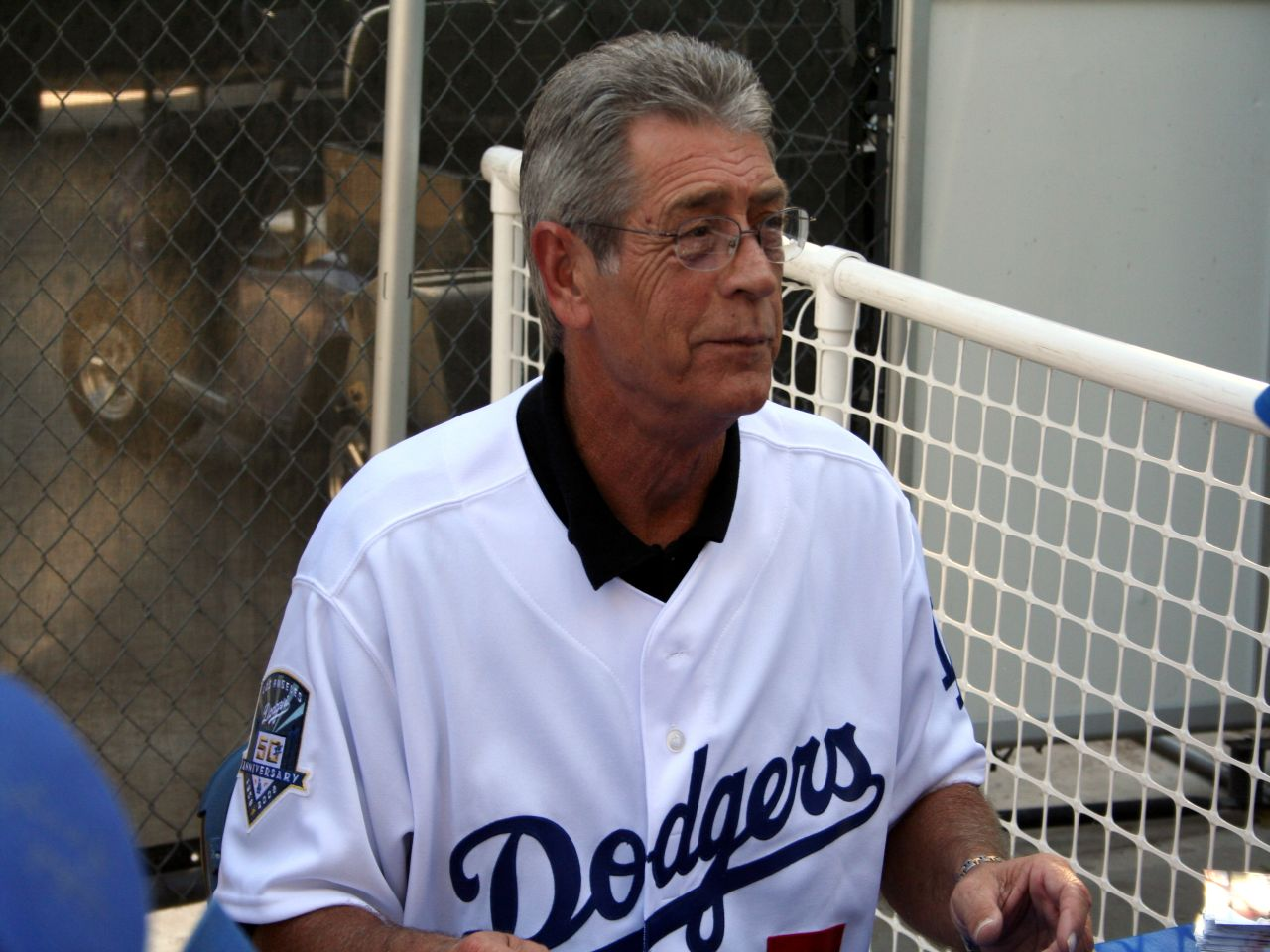
Steve Yeager jeden z trzech nagrodzonych zawodników Los Angeles Dodgers

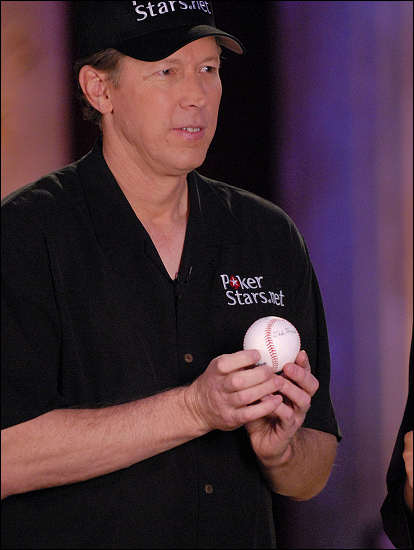
Orel Hershiser nagrodzony Cy Young Award oraz World Series MVP w jednym sezonie (1988)

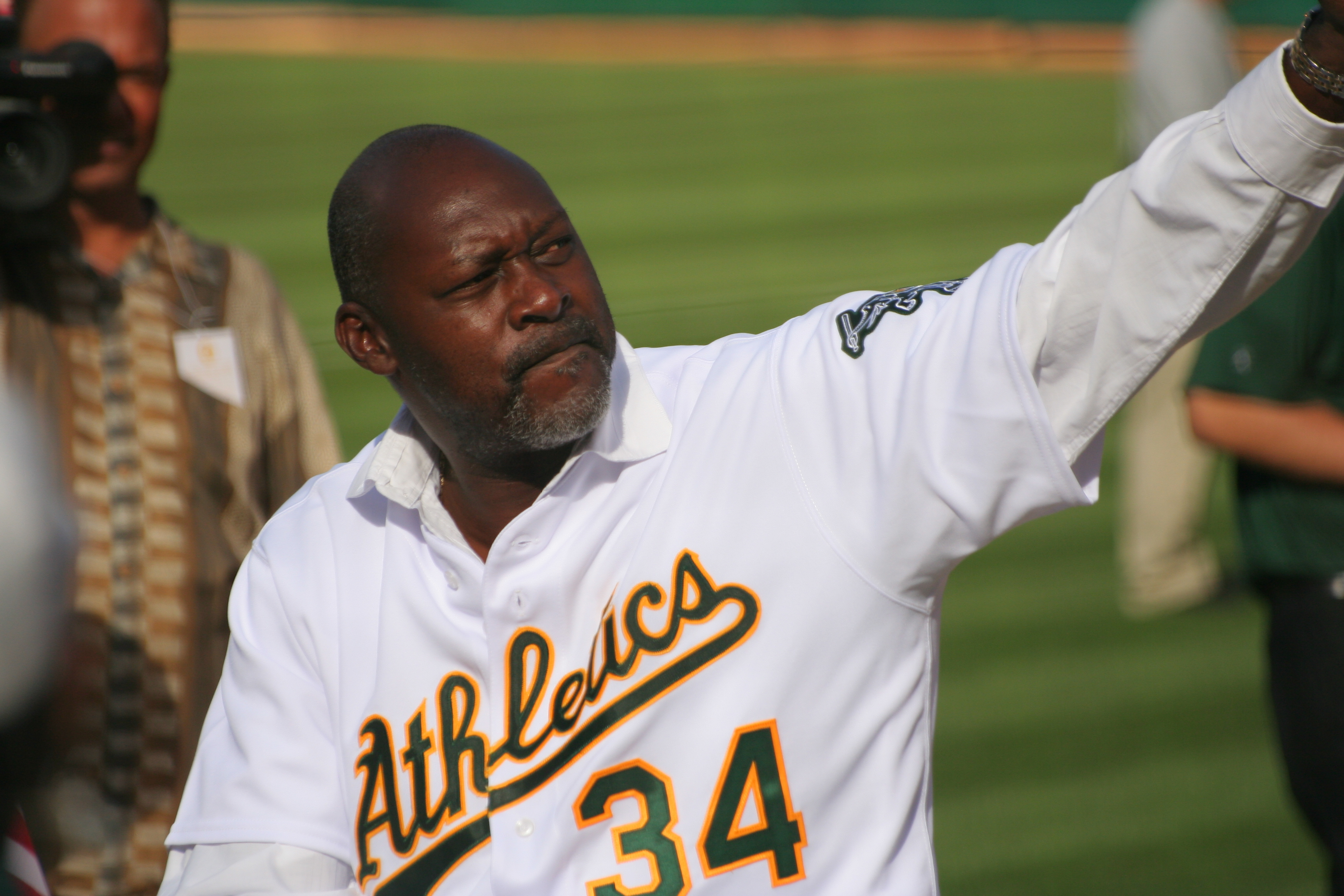
Dave Stewart – MVP World Series 1989 roku, jako zawodnik Oakland Athletics

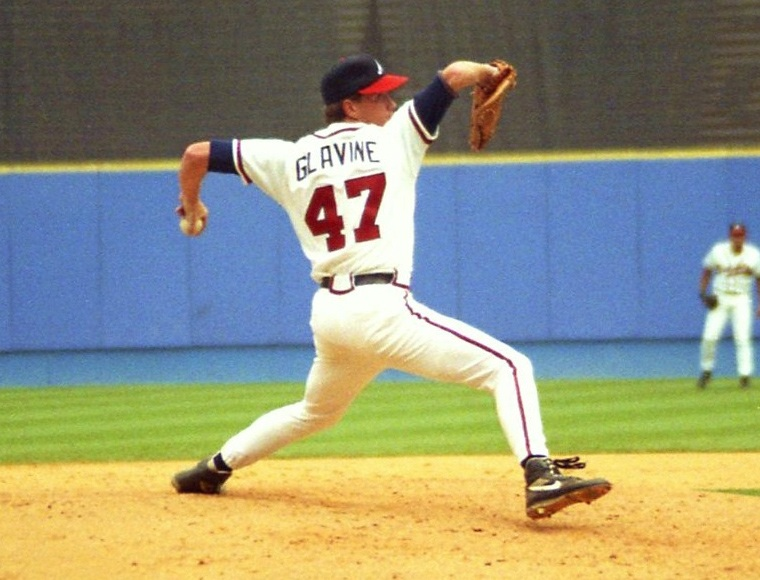
Tom Glavine – MVP World Series 1989 roku, jako zawodnik Atlanta Braves

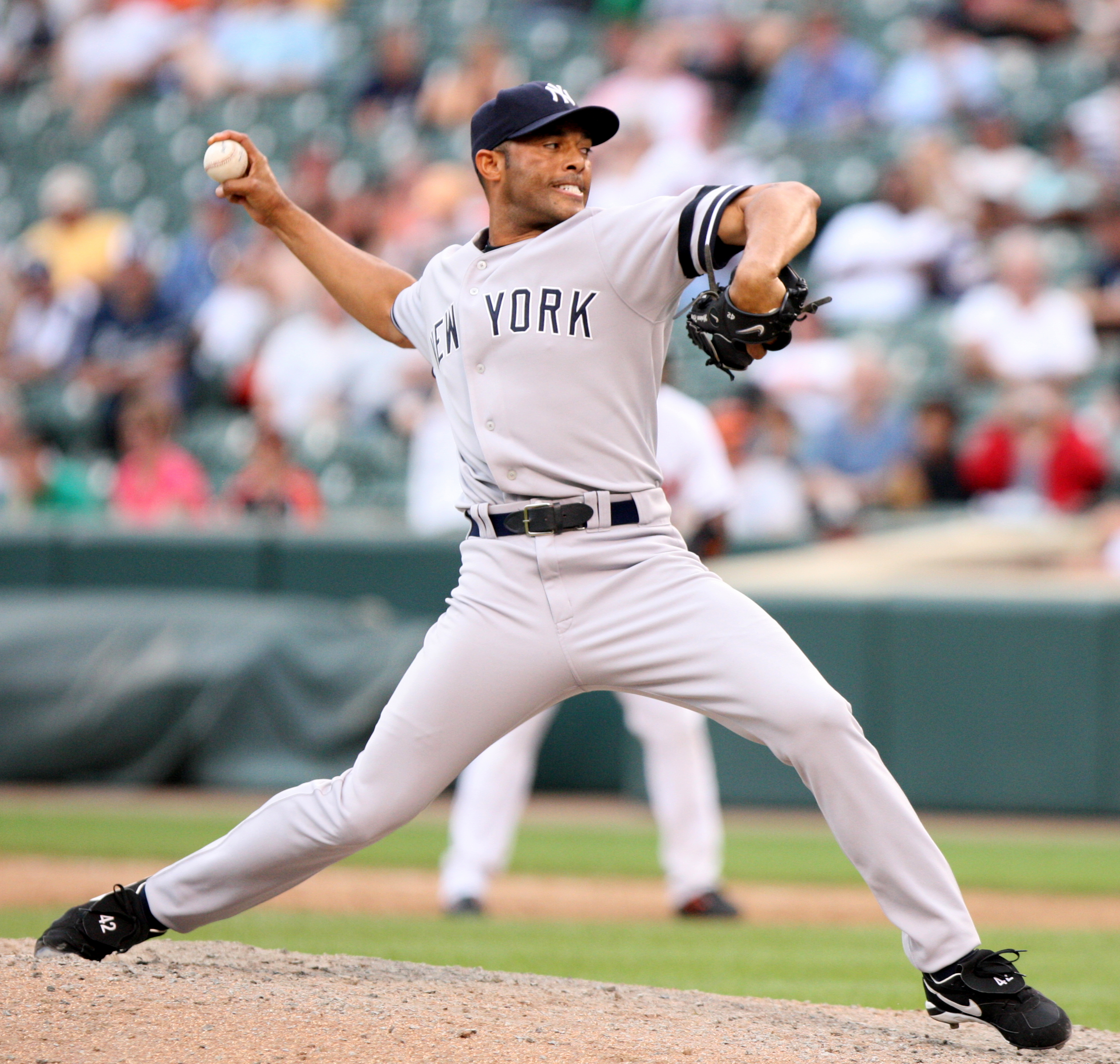
Mariano Rivera z New York Yankees nagrodzony w 1999

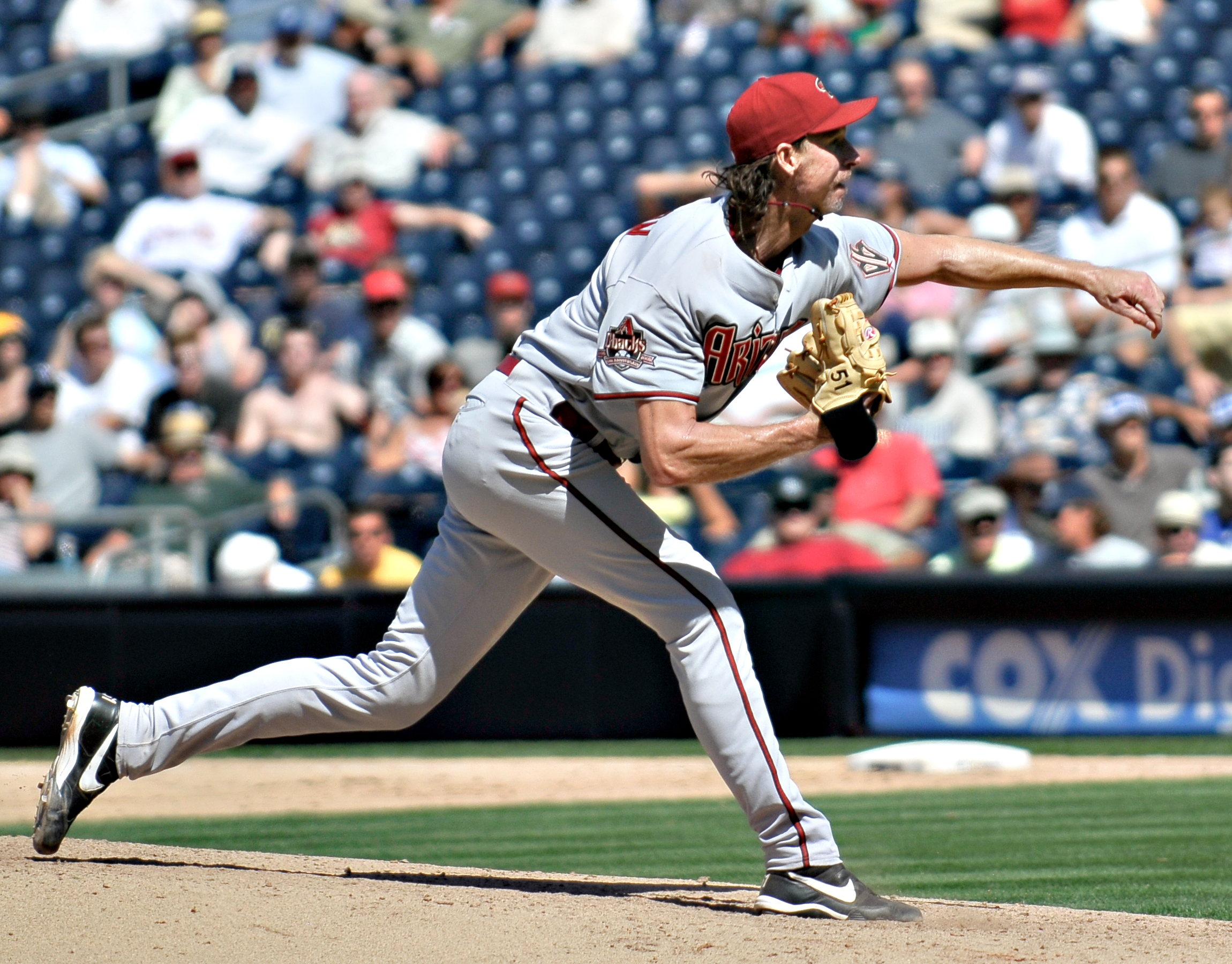
Randy Johnson z Arizona Diamondback – nagrodzony w 2001

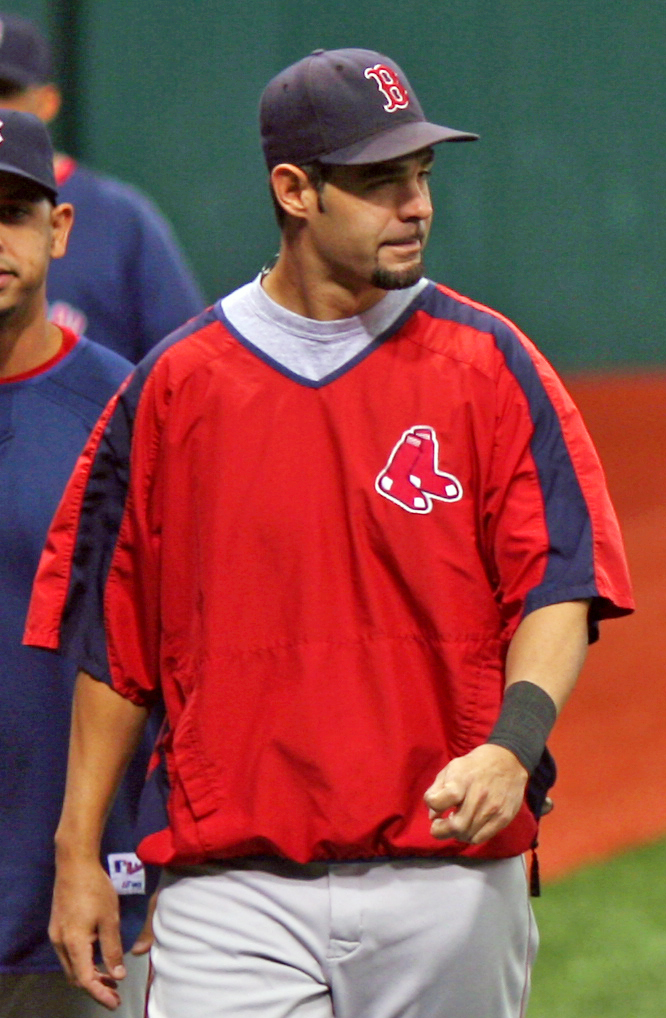
Mike Lowell z Boston Red Sox, MVP World Series 2007 roku

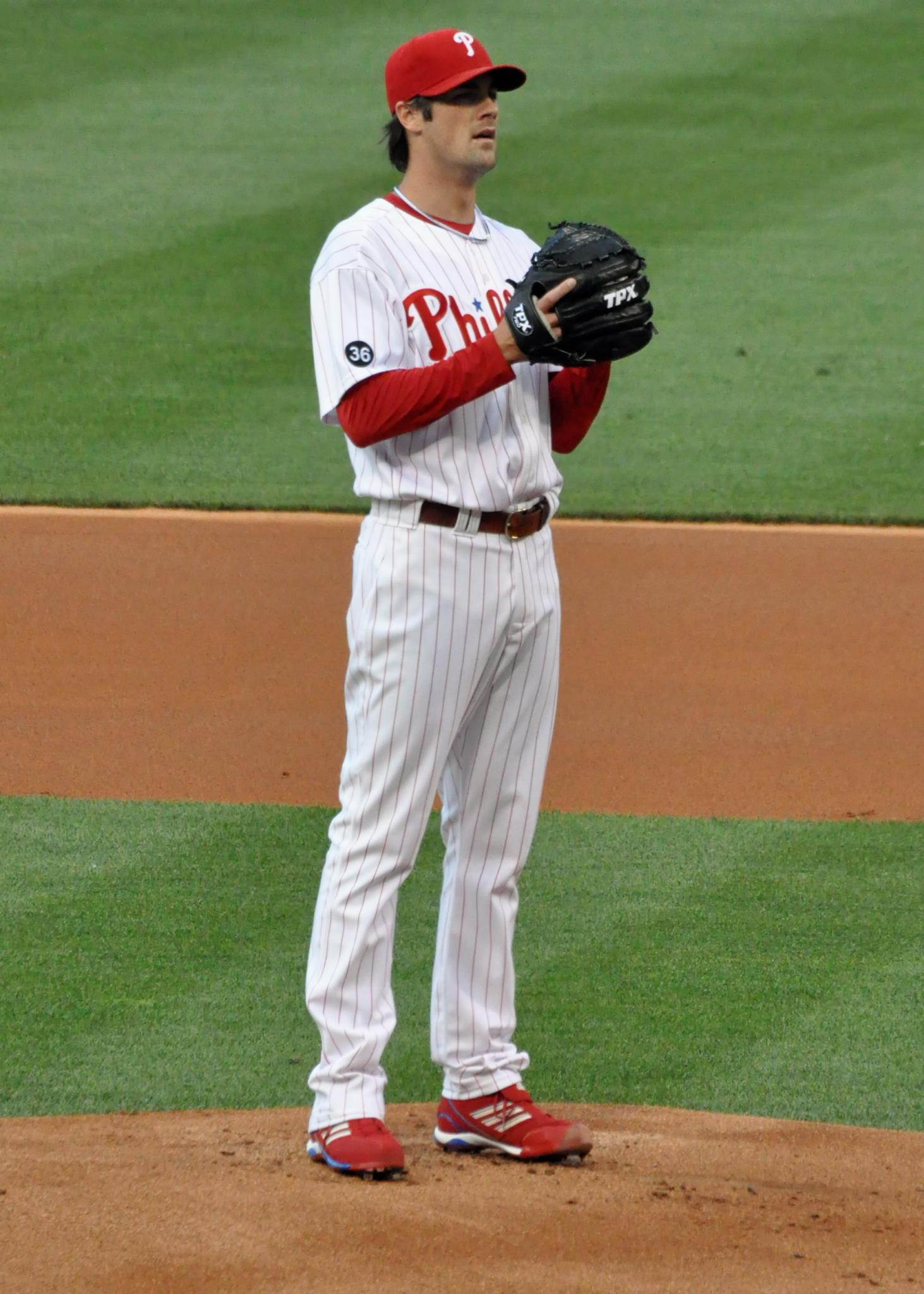
Cole Hamels, w 2008 otrzymał także nagrodę MVP League Championship Series

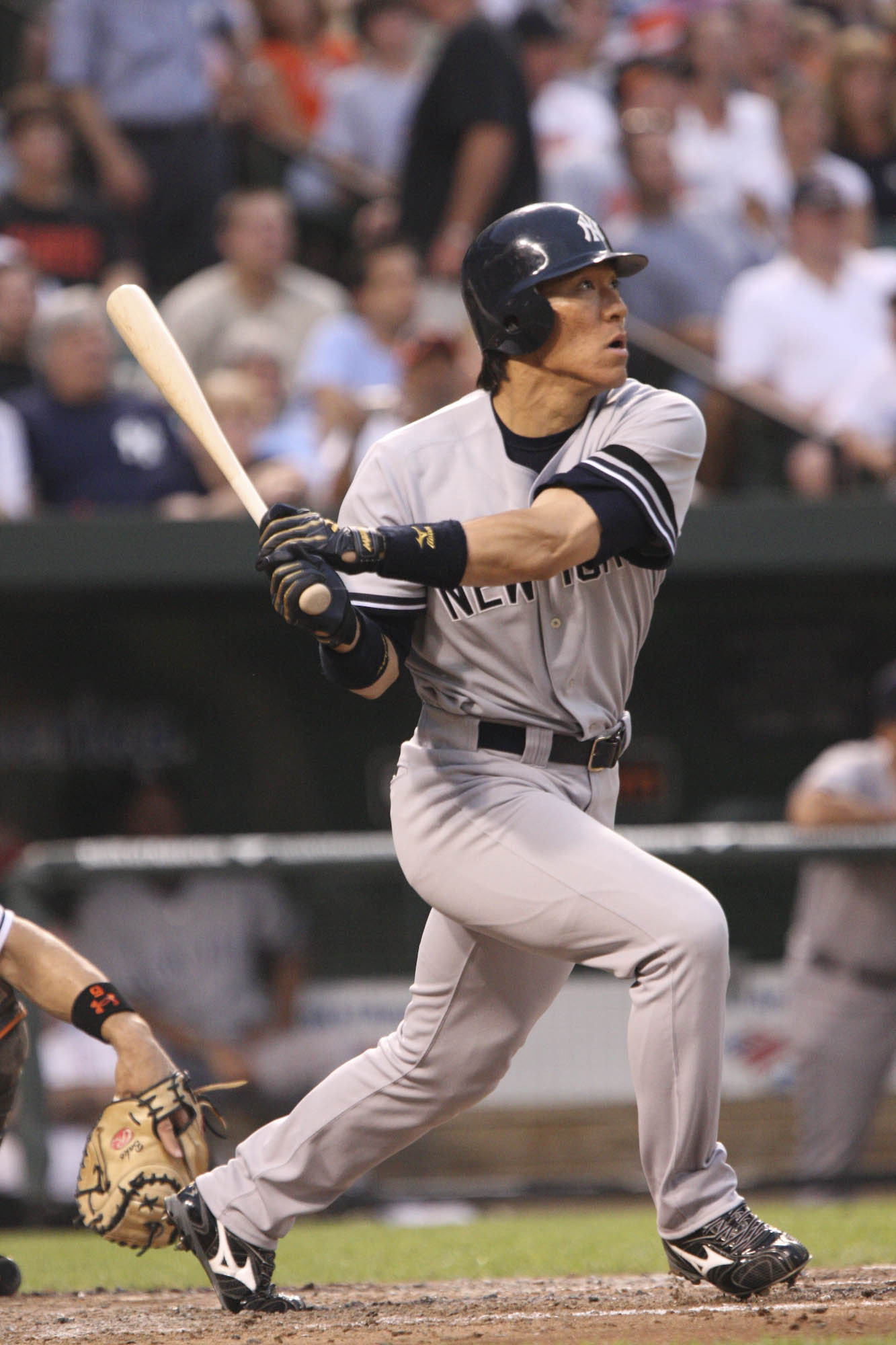
Hideki Matsui pierwszy Japończyk i designated hitter, który został wybrany MVP World Series

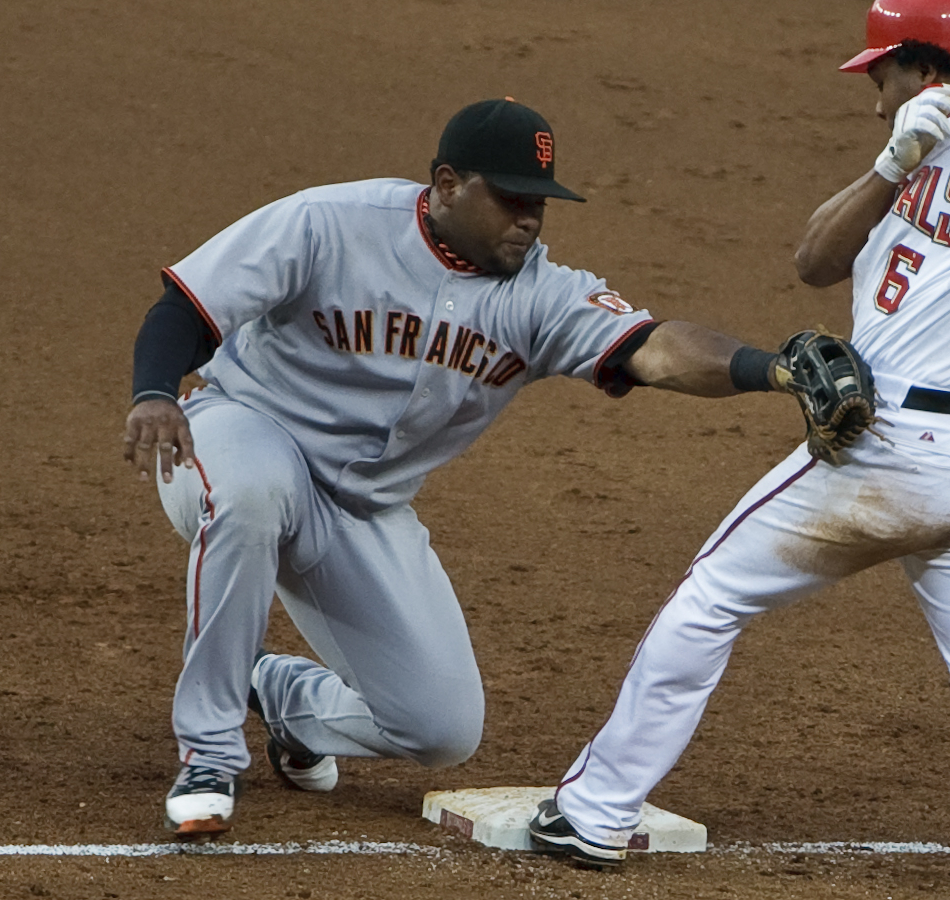
Pablo Sandoval – MVP World Series w 2012

| 1955   | Johnny Podres        | Brooklyn Dodgers      | starting pitcher                 | - 2–0 W–L w 2 pełnych meczach - oddał 2 runy w 18 rozegranych inningach - 10 strikeouts                                                                          | [ 6 ]         |
| 1956   | Don Larsen           | New York Yankees      | starting pitcher                 | - 1–0 W–L w 2 rozpoczętych meczach, perfect game (jedyny no-hitter w historii World Series) - nie oddał żadnego runu w 10⅔ rozegranych inningach - 7 strikeoutów | [ 9 ]         |
| 1957   | Lew Burdette         | Milwaukee Braves      | starting pitcher                 | - 3–0 W–L w 3 pełnych meczach - oddał 2 runy w 27 rozegranych inningach - 13 strikeoutów                                                                         | [ 10 ]        |
| 1958   | Bob Turley           | New York Yankees      | starting pitcher relief pitcher  | - 2–1 W–L i 1 save w 4 meczach (2 rozpoczęte, 1 pełny) - oddał 5 runy w 16⅓ rozegranych inningach - 13 strikeoutów                                               | [ 11 ]        |
| 1959   | Larry Sherry         | Los Angeles Dodgers   | relief pitcher                   | - 2–0 W–L i 2 save'y w 4 meczach - oddał 1 runa w 12⅔ rozegranych inningach - 5 strikeoutów                                                                      | [ 12 ]        |
| 1960   | Bobby Richardson     | New York Yankees ***  | drugobazowy                      | - 0,367 średniej uderzeń - 11 uderzeń - 12 RBI | [ 13 ]        |
| 1961   | Whitey Ford #        | New York Yankees      | starting pitcher                 | - 2–0 W–L w 2 rozpoczętych meczach (1 pełny) - 14 rozegranych inningów bez oddania runa - 7 strikeoutów                                                          | [ 14 ]        |
| 1962   | Ralph Terry          | New York Yankees      | starting pitcher                 | - 2–1 W–L w 3 rozpoczętych meczach (2 pełne) - oddał 5 runów w 25 rozegranych inningach - 16 strikeoutów                                                         | [ 15 ]        |
| 1963   | Sandy Koufax #       | Los Angeles Dodgers   | starting pitcher                 | - 2–0 W–L w 2 rozpoczętych meczach (obydwa pełne) - oddał 3 runów w 18 rozegranych inningach - 23 strikeoutów                                                    | [ 16 ]        |
| 1964   | Bob Gibson #         | St. Louis Cardinals   | starting pitcher                 | - 2–1 W–L w 3 rozpoczętych meczach (1 pełny) - oddał 9 runów w 27 rozegranych inningach - 31 strikeoutów                                                         | [ 17 ]        |
| 1965   | Sandy Koufax # (2)   | Los Angeles Dodgers   | starting pitcher                 | - 2–1 W–L w 3 rozpoczętych meczach, 2 shutouts - oddał 1 runa w 24 rozegranych inningach - 29 strikeoutów                                                        | [ 18 ]        |
| 1966   | Frank Robinson #     | Baltimore Orioles     | zapolowy                         | - 0,857 slugging percentage - 2 home runy - 3 RBI | [ 19 ]        |
| 1967   | Bob Gibson # (2)     | St. Louis Cardinals   | starting pitcher                 | - 3–0 W–L w 3 rozpoczętych meczach (wszystkie pełne) - oddał 3 runy w 27 rozegranych inningach - 26 strikeoutów                                                  | [ 20 ]        |
| 1968   | Mickey Lolich        | Detroit Tigers        | starting pitcher                 | - 3–0 W–L w 3 rozpoczętych meczach (wszystkie pełne) - oddał 5 runów w 27 rozegranych inningach - 21 strikeoutów                                                 | [ 21 ]        |
| 1969   | Donn Clendenon       | New York Mets         | pierwszobazowy                   | - 0,357 średniej uderzeń - 3 home runy - 4 RBI | [ 22 ]        |
| 1970   | Brooks Robinson #    | Baltimore Orioles     | trzeciobazowy                    | - 0,429 średniej uderzeń - 9 uderzeń - 6 RBI | [ 23 ]        |
| 1971   | Roberto Clemente #   | Pittsburgh Pirates    | zapolowy                         | - 0,414 średniej uderzeń - 12 uderzeń - 4 RBI | [ 24 ]        |
| 1972   | Gene Tenace          | Oakland Athletics     | łapacz                           | - 0,348 średniej uderzeń - 4 home runy - 9 RBI | [ 25 ]        |
| 1973   | Reggie Jackson #     | Oakland Athletics     | zapolowy                         | - 0,310 średniej uderzeń - 9 uderzeń - 6 RBI | [ 26 ]        |
| 1974   | Rollie Fingers #     | Oakland Athletics     | relief pitcher                   | - 1–0 W–L i 2 save'y w 4 meczach - oddał 2 runy w 9⅓ rozegranych inningach - 6 strikeoutów                                                                       | [ 27 ]        |
| 1975   | Pete Rose            | Cincinnati Reds       | zapolowy                         | - 0,370 średniej uderzeń - 10 uderzeń - 2 RBI | [ 28 ]        |
| 1976   | Johnny Bench #       | Cincinnati Reds       | łapacz                           | - 0,533 średniej uderzeń - 8 uderzeń - 6 RBI | [ 29 ]        |
| 1977   | Reggie Jackson #     | New York Yankees      | zapolowy                         | - 0,450 średniej uderzeń - 5 home runów - 8 RBI | [ 30 ]        |
| 1978   | Bucky Dent           | New York Yankees      | łącznik                          | - 0,417 średniej uderzeń - 10 uderzeń - 7 RBI | [ 31 ]        |
| 1979 * | Willie Stargell #    | Pittsburgh Pirates    | pierwszobazowy                   | - 0,400 średniej uderzeń - 12 uderzeń - 7 RBI | [ 32 ]        |
| 1980   | Mike Schmidt #       | Philadelphia Phillies | trzeciobazowy                    | - 0,381 średniej uderzeń - 8 uderzeń - 7 RBI | [ 33 ]        |
| 1981 ^ | Ron Cey              | Los Angeles Dodgers   | trzeciobazowy                    | - 0,350 średniej uderzeń - 7 uderzeń - 6 RBI | [ 34 ]        |
| 1981 ^ | Pedro Guerrero       | Los Angeles Dodgers   | trzeciobazowy                    | - 0,333 średniej uderzeń - 2 home runy - 7 RBI | [ 34 ]        |
| 1981 ^ | Steve Yeager         | Los Angeles Dodgers   | łapacz                           | - 0,286 średniej uderzeń - 2 home runy - 4 RBI | [ 34 ]        |
| 1982 * | Darrell Porter       | St. Louis Cardinals   | łapacz                           | - 0,286 średniej uderzeń - 8 uderzeń - 5 RBI | [ 35 ]        |
| 1983   | Rick Dempsey         | Baltimore Orioles     | łapacz                           | - 0,385 średniej uderzeń - 4 double'ów - 2 RBI | [ 36 ]        |
| 1984   | Alan Trammell        | Detroit Tigers        | łącznik                          | - 0,450 średniej uderzeń - 9 uderzeń - 6 RBI | [ 37 ]        |
| 1985   | Bret Saberhagen      | Kansas City Royals    | starting pitcher                 | - 2–0 W–L w 2 rozpoczętych meczach (obydwa pełne) - oddał 1 runa w 18 rozegranych inningach - 10 strikeoutów                                                     | [ 38 ]        |
| 1986   | Ray Knight           | New York Mets         | trzeciobazowy                    | - 0,391 średniej uderzeń - 9 uderzeń - 5 RBI | [ 39 ]        |
| 1987   | Frank Viola          | Minnesota Twins       | starting pitcher                 | - 2–1 W–L w 3 rozpoczętych meczach - oddał 8 runów w 19⅓ rozegranych inningach - 16 strikeouts                                                                   | [ 40 ]        |
| 1988 * | Orel Hershiser       | Los Angeles Dodgers   | starting pitcher                 | - 2–0 W–L w 2 rozpoczętych meczach (obydwa pełne) - oddał 2 runy w 18 rozegranych inningach - 17 strikeoutów                                                     | [ 41 ]        |
| 1989   | Dave Stewart         | Oakland Athletics     | starting pitcher                 | - 2–0 W–L w 2 rozpoczętych meczach (1 pełny) - oddał 3 runy w 16 rozegranych inningach - 14 strikeoutów                                                          | [ 42 ]        |
| 1990   | José Rijo            | Cincinnati Reds       | starting pitcher                 | - 2–0 W–L w 2 rozpoczętych meczach - oddał 1 runa w 15 rozegranych inningach - 14 strikeoutów                                                                    | [ 43 ]        |
| 1991   | Jack Morris          | Minnesota Twins       | starting pitcher                 | - 2–0 W–L w 2 rozpoczętych meczach, 1 shutout - oddał 3 runy w 23 rozegranych inningach - 9 strikeoutów                                                          | [ 44 ]        |
| 1992   | Pat Borders          | Toronto Blue Jays     | łapacz                           | - 0,450 średniej uderzeń - 9 uderzeń - 3 RBI | [ 45 ]        |
| 1993   | Paul Molitor #       | Toronto Blue Jays     | trzeciobazowy designated hitter  | - 0,500 średniej uderzeń - 12 uderzeń - 8 RBI | [ 46 ]        |
| 1994   | —                    | —                     | —                                | World Series nie odbyły się z powodu strajku zawodników | [ 47 ]        |
| 1995   | Tom Glavine #        | Atlanta Braves        | starting pitcher                 | - 2–0 W–L w 2 rozpoczętych meczach - oddał 2 runy w 14 rozegranych inningach - 11 strikeoutów                                                                    | [ 48 ]        |
| 1996   | John Wetteland       | New York Yankees      | relief pitcher                   | - 4 save'y w 5 meczach - oddał 2 runy w 4⅓ rozegranych inningach - 6 strikeouts                                                                                  | [ 49 ]        |
| 1997 * | Liván Hernández      | Florida Marlins       | starting pitcher                 | - 2–0 W–L w 2 rozpoczętych meczach - oddał 8 runów w 13⅔ rozegranych inningach - 7 strikeoutów                                                                   | [ 50 ] [ 51 ] |
| 1998   | Scott Brosius        | New York Yankees      | trzeciobazowy                    | - 0,471 średniej uderzeń - 8 uderzeń - 6 RBI | [ 52 ]        |
| 1999   | Mariano Rivera       | New York Yankees      | relief pitcher                   | - 1–0 W–L i 2 save'y w 3 meczach - 4⅔ rozegrane inningów bez oddania runa - 3 strikeouty                                                                         | [ 53 ] [ 54 ] |
| 2000   | Derek Jeter          | New York Yankees      | łącznik                          | - 0,409 średniej uderzeń - 9 uderzeń - 2 home runy | [ 55 ] [ 56 ] |
| 2001 ^ | Randy Johnson #      | Arizona Diamondbacks  | starting pitcher relief pitcher  | - 3–0 W–L w 3 meczach (2 rozpoczęte), 1 shutout - oddał 2 runy w 17⅓ rozegranych inningach - 19 strikeoutów                                                      | [ 57 ] [ 58 ] |
| 2001 ^ | Curt Schilling       | Arizona Diamondbacks  | starting pitcher                 | - 1–0 W–L w 3 rozpoczętych meczach - oddał 4 runy w 21⅓ rozegranych inningach - 26 strikeoutów                                                                   | [ 57 ]        |
| 2002   | Troy Glaus           | Anaheim Angels        | trzeciobazowy                    | - 0,385 średniej uderzeń - 3 home runy - 8 RBI | [ 59 ] [ 60 ] |
| 2003   | Josh Beckett         | Florida Marlins       | starting pitcher                 | - 1–1 W–L w 2 rozpoczętych meczach (1 pełny) - oddał 2 runy w 16⅓ rozegranych inningach - 19 strikeoutów                                                         | [ 61 ] [ 62 ] |
| 2004   | Manny Ramírez        | Boston Red Sox        | zapolowy                         | - 0,412 średniej uderzeń - 7 uderzeń - 4 RBI | [ 63 ] [ 64 ] |
| 2005   | Jermaine Dye         | Chicago White Sox     | zapolowy                         | - 0,438 średniej uderzeń - 7 uderzeń - 3 RBI | [ 65 ] [ 66 ] |
| 2006   | David Eckstein       | St. Louis Cardinals   | łącznik                          | - 0,364 średniej uderzeń - 8 uderzeń - 4 RBI | [ 67 ] [ 68 ] |
| 2007   | Mike Lowell          | Boston Red Sox        | zapolowy                         | - 0,400 średniej uderzeń - 6 uderzeń - 4 RBI | [ 69 ] [ 70 ] |
| 2008 * | Cole Hamels **       | Philadelphia Phillies | starting pitcher                 | - 1–0 W–L w 2 rozpoczętych meczach - oddał 4 runy w 13 rozegranych inningach - 8 strikeouts                                                                      | [ 71 ] [ 72 ] |
| 2009   | Hideki Matsui        | New York Yankees      | designated hitter                | - 0,615 średniej uderzeń - 3 home runy - 8 RBI | [ 73 ] [ 74 ] |
| 2010   | Edgar Rentería       | San Francisco Giants  | łącznik                          | - 0,412 średniej uderzeń - 2 home runy - 6 RBI | [ 75 ]        |
| 2011 * | David Freese **      | St. Louis Cardinals   | trzeciobazowy                    | - 0,348 średniej uderzeń - home run dający zwycięstwo - 7 RBI | [ 76 ]        |
| 2012 * | Pablo Sandoval **    | San Francisco Giants  | trzeciobazowy                    | - 0,500 średniej uderzeń - 3 home runy - 4 RBI | [ 77 ]        |
| 2013   | David Ortiz          | Boston Red Sox        | designated hitter pierwszobazowy | - 0,688 średniej uderzeń - 2 home runy - 6 RBI | [ 78 ]        |
| 2014   | Madison Bumgarner ** | San Francisco Giants  | starting pitcher relief pitcher  | - 2–0 W–L w 3 meczach (2 rozpoczęte), 1 complete game shutout, 1 save - oddał 1 run w 21 rozegranych inningach - 17 strikeoutów                                  | [ 79 ]        |
| 2015   | Salvador Pérez **    | Kansas City Royals    | łapacz                           | - 0,364 średniej uderzeń - 8 uderzeń | [ 80 ]        |
| 2016   | Ben Zobrist **       | Chicago Cubs          | zapolowy                         | - 0,357 średniej uderzeń - RBI double w 10. zmianie meczu numer 7 dające prowadzenie                                                                             | [ 81 ]        |
| 2017   | George Springer **   | Houston Astros        | zapolowy                         | - 0,379 średniej uderzeń - 5 home runów, 7 RBI - 8 runów, 11 uderzeń                                                                                             | [ 82 ]        |
| 2018   | Steve Pearce **      | Boston Red Sox        | pierwszobazowy                   | - 0,333 średniej uderzeń - 3 home runy, 8 RBI - 1,167 slugging percentage                                                                                        | [ 83 ]        |
| 2019   | Stephen Strasburg ** | Washington Nationals  | starting pitcher                 | - 2–0 W–L w 2 rozpoczętych meczach - oddał 4 runy w 14 rozegranych inningach - 15 strikeoutów                                                                    | [ 84 ]        |

### Legenda
| #   | Członek Baseball Hall of Fame                                   |
| *   | Zawodnik został nagrodzony LCS MVP Award w tym samym postseason |
| **  | Zawodnik aktywny                                                |
| *** | Zawodnik nagrodzony z przegranego zespołu w World Series        |
| ^   | W tych samych World Series nagrodzono kilku zawodników          |
| (X) | Wybór ponowny                                                   |